# ویلیام ماتوس وگا
ویلیام ماتوس وگا ، (زاده ۱۷ آوریل ۱۹۶۴در باروا ، اردیا ) یک داور بازنشسته فوتبال اهل کاستاریکا است که بیشتر به دلیل قظاوت بر دو بازی در طول جام جهانی ۲۰۰۲ در ژاپن و کره جنوبی شناخته شده است .